# Ivan Pecha
Ivan Pecha (ur. 23 stycznia 1986) – słowacki piłkarz występujący na pozycji obrońcy.
Karierę rozpoczynał w juniorskich klubach z Bratysławy – PVFA i Slovanie, gdzie zadebiutował w drużynie seniorskiej. Następnie grał między innymi w BATE Borysów, z którym zdobył mistrzostwo Białorusi, Oțelul Galați i Levadii Tallin, z którą sięgnął po superpuchar Litwy. W sierpniu 2016 podpisał kontrakt z Motorem Lublin, który został rozwiązany w październiku 2016.

## Sukcesy
BATE Borysów
- Wyszejszaja liha: 2008

Levadia Tallin
- Superpuchar Estonii: 2015